# 잭 라일리
잭 라일리(Jack Riley, 1935년 12월 30일 ~ 2016년 8월 19일)는 미국의 배우, 희극인, 작가이다.
클리블랜드에서 태어났으며 로스앤젤레스에서 사망하였다. 사인은 폐렴이다.

## 출연 작품
- 어벤징 엔젤 (2007년) - 엘더 역
- 룸 6 (2006년)
- 야!러그래츠 : 무인도 대모험  (2003년)
- 방학 대소동 - 여름방학 구출작전 (2001년)
- 야러그래츠 : 파리 대모험 (2000년)
- 야러그래츠 (1998년)
- 마이크 해머, 프라이빗 아이 (1997년)
- 부기 나이트 (1997년)
- 티렉스 (1995년)
- 위험한 여인 (1993년)
- 플레이어 (1992년)
- 페이백 (1990년)
- C.H.U.D. II - 버드 더 추드 (1989년)
- 스페이스볼 (1987년)
- 사위 합동 작전 (1985년)
- Night Patrol (1984)
- 여배우 프란시스 (1982년)
- 세계사 (1981년)
- 이혼 연습 (1980년)
- 신나는 개구쟁이 (1978년)
- 토마토 공격대 (1978년) - 세일즈맨 역
- 월드 그레이티스트 러버 (1977년)
- 고소공포증 (1977년)
- 무성 영화 (1976년)
- 뱅크 샷 (1974년)
- 캘리포니아 스플릿 (1974년)
- 긴 이별 (1973년)
- 맥케이브와 밀러 부인 (1971년)
- 캐치 22 (1970년)
- 호간의 영웅들 (1965년)
- 술과 장미의 나날 (1962년)

### 텔레비전
- 프렌즈 (1994년)
- 러그래츠 - 시리즈 (1991년)